# Corliss Williamson
Corliss Mondari Williamson, detto Big Nasty (Russellville, 4 dicembre 1973), è un ex cestista e allenatore di pallacanestro statunitense, professionista nella NBA.

## Carriera universitaria
Williamson giocò all’Università dell'Arkansas dal 1992 al 1995. Nella stagione 1992-93 guidò la squadra a un record di 22–9 e un’apparizione alle Sweet 16 del torneo NCAA,  perdendo contro i futuri vincitori di North Carolina.  Williamson ebbe una media di 14,6 punti e 5,1 rimbalzi a partita, venendo inserito nella formazione ideale dei debuttanti della Southeastern Conference (SEC).
Nella stagione 1993-94 Williamson fu premiato come miglior giocatore del torneo NCAA, in cui guidò i Razorbacks a un record di 31–3 e alla vittoria del campionato, battendo in finale Duke 76–72. L’anno successive la squadra tornò in finale ma fu battuta da UCLA, chiudendo con un bilancio di 32–7.
In tre stagioni ad Arkansas, Williamson fu sempre inserito nella prima formazione ideale della SEC, in cui i Razorbacks vinsero sempre il loro titolo di division. Fu inoltre inserito nella seconda formazione All-American nelle ultime due annate. Chiuse la carriera nella pallacanestro universitaria con 1.728 punti, ottavo risultato della storia dell’istituto ed è stato inserito nella Arkansas Sports Hall of Fame nel 2009. Il suo numero 34 è uno degli unici due ritirati dalla University of Arkansas, assieme al 32 di Sidney Moncrief.

## Carriera professionistica

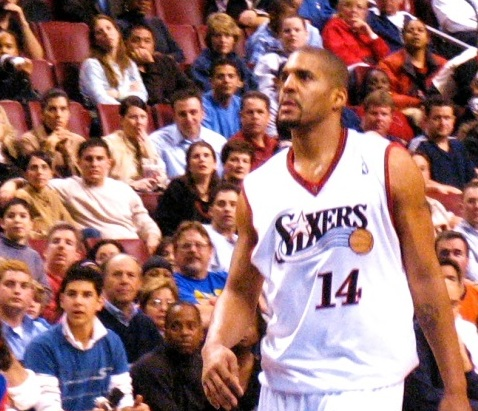
Williamson nel 2005

Williamson si dichiarò eleggibile per il Draft NBA dopo la sua terza stagione ad Arkansas e fu selezionato dai Sacramento Kings come 13º assoluto nel Draft NBA 1995.
La sua miglior stagione fu quella del 1997-98, in cui ebbe una media di 17,7 punti a partita, finendo secondo dietro ad Alan Henderson per il premio di giocatore più migliorato della stagione.  Prima della stagione 2000-01 Sacramente lo cedette ai Toronto Raptors (in cambio di Doug Christie), giocandovi 42 partite. In seguito fu nuovamente scambiato, questa volta ai Detroit Pistons, assieme a Kornel David, Tyrone Corbin e una scelta del primo giro del 2005, in cambio di Jerome Williams ed Eric Montross. Nella stagione 2001-02 fu premiato come sesto uomo dell’anno e nel 2003-04 vinse il campionato NBA con i Pistons. Malgrado uscisse dalla panchina, Williamson ebbe un ruolo importante nell’attacco di Detroit.  I suoi allenatori si rivolgevano spesso a lui in post basso quando i Pistons avevano bisogno di un canestro, dove le sue caratteristiche lo rendevano ostico da da marcare, essendo troppo potente per le ali piccole e troppo veloce per le ali forti. Dop essere stato scambiato dai Pistons con i Philadelphia 76ers per Derrick Coleman e Amal McCaskill l’8 agosto 2004, fu nuovamente scambiato con i Kings, assieme a Brian Skinner e Kenny Thomas, per Chris Webber il 22 febbraio 2005.
Williamson è uno dei pochi giocatori ad avere vinto il campionato sia a livello di scuole superiori, che di NCAA e di NBA.

## Statistiche

### College
| Anno       | Squadra         | PG | PT | MP   | TC%  | 3P%  | TL%  | RP  | AP  | PRP | SP  | PP   |
| ---------- | --------------- | -- | -- | ---- | ---- | ---- | ---- | --- | --- | --- | --- | ---- |
| 1992-1993  | Ark. Razorbacks | 18 | 7  | 25,2 | 57,4 | -    | 62,2 | 5,1 | 1,7 | 0,4 | 1,2 | 14,6 |
| 1993-1994† | Ark. Razorbacks | 34 | 34 | 29,1 | 62,6 | -    | 70,0 | 7,7 | 2,2 | 1,1 | 1,1 | 20,4 |
| 1994-1995  | Ark. Razorbacks | 39 | 39 | 31,0 | 55,0 | 16,7 | 66,8 | 7,5 | 2,3 | 1,7 | 0,8 | 19,7 |
| Carriera   | Carriera        | 91 | 80 | 29,1 | 58,3 | 16,7 | 67,2 | 7,1 | 2,1 | 1,2 | 1,0 | 19,0 |

### NBA

#### Regular Season
| Anno       | Squadra            | PG  | PT  | MP   | TC%  | 3P%  | TL%  | RP  | AP  | PRP | SP  | PP   |
| ---------- | ------------------ | --- | --- | ---- | ---- | ---- | ---- | --- | --- | --- | --- | ---- |
| 1995-1996  | Sacramento Kings   | 53  | 3   | 11,5 | 46,6 | 0,0  | 56,0 | 2,2 | 0,4 | 0,2 | 0,2 | 5,6  |
| 1996-1997  | Sacramento Kings   | 79  | 31  | 25,2 | 49,8 | 0,0  | 68,9 | 4,1 | 1,6 | 0,8 | 0,6 | 11,6 |
| 1997-1998  | Sacramento Kings   | 79  | 75  | 35,7 | 49,5 | 0,0  | 63,0 | 5,6 | 2,9 | 1,0 | 0,6 | 17,7 |
| 1998-1999  | Sacramento Kings   | 50  | 50  | 27,5 | 48,5 | 20,0 | 63,8 | 4,1 | 1,3 | 0,6 | 0,2 | 13,2 |
| 1999-2000  | Sacramento Kings   | 76  | 76  | 22,5 | 50,0 | -    | 76,9 | 3,8 | 1,1 | 0,5 | 0,3 | 10,3 |
| 2000-2001  | Toronto Raptors    | 42  | 31  | 21,1 | 47,1 | 0,0  | 64,6 | 3,6 | 0,8 | 0,4 | 0,3 | 9,3  |
| 2000-2001  | Detroit Pistons    | 27  | 9   | 29,6 | 53,4 | -    | 62,6 | 6,2 | 1,0 | 1,3 | 0,3 | 15,2 |
| 2001-2002  | Detroit Pistons    | 78  | 7   | 21,8 | 51,0 | 20,0 | 80,5 | 4,1 | 1,2 | 0,6 | 0,3 | 13,6 |
| 2002-2003  | Detroit Pistons    | 82  | 1   | 25,1 | 45,3 | 18,2 | 79,0 | 4,4 | 1,3 | 0,5 | 0,3 | 12,0 |
| 2003-2004† | Detroit Pistons    | 79  | 0   | 19,9 | 50,5 | -    | 73,1 | 3,2 | 0,7 | 0,4 | 0,3 | 9,5  |
| 2004-2005  | Philadelphia 76ers | 48  | 5   | 22,0 | 46,5 | 0,0  | 78,8 | 3,7 | 0,9 | 0,5 | 0,3 | 10,8 |
| 2004-2005  | Sacramento Kings   | 24  | 4   | 19,6 | 47,3 | -    | 82,3 | 3,4 | 1,5 | 0,5 | 0,1 | 9,3  |
| 2005-2006  | Sacramento Kings   | 37  | 0   | 9,8  | 41,7 | 100  | 77,6 | 1,8 | 0,4 | 0,2 | 0,1 | 3,4  |
| 2006-2007  | Sacramento Kings   | 68  | 1   | 19,7 | 51,0 | 0,0  | 71,5 | 3,3 | 0,6 | 0,4 | 0,2 | 9,1  |
| Carriera   | Carriera           | 822 | 293 | 22,8 | 49,0 | 13,6 | 71,4 | 3,9 | 1,2 | 0,6 | 0,3 | 11,1 |

#### Playoffs
| Anno     | Squadra          | PG | PT | MP   | TC%  | 3P% | TL%  | RP  | AP  | PRP | SP  | PP   |
| -------- | ---------------- | -- | -- | ---- | ---- | --- | ---- | --- | --- | --- | --- | ---- |
| 1996     | Sacramento Kings | 1  | 0  | 2,0  | 0,0  | -   | 100  | 0,0 | 0,0 | 0,0 | 0,0 | 1,0  |
| 1999     | Sacramento Kings | 5  | 5  | 26,0 | 57,5 | -   | 70,0 | 3,2 | 1,2 | 0,4 | 0,2 | 10,6 |
| 2000     | Sacramento Kings | 5  | 5  | 17,4 | 68,8 | -   | 91,7 | 3,0 | 0,2 | 0,2 | 0,0 | 6,6  |
| 2002     | Detroit Pistons  | 10 | 0  | 26,9 | 46,4 | 0,0 | 76,3 | 5,3 | 1,0 | 0,9 | 0,2 | 13,3 |
| 2003     | Detroit Pistons  | 15 | 0  | 15,5 | 41,1 | -   | 74,1 | 2,2 | 1,0 | 0,3 | 0,2 | 7,8  |
| 2004†    | Detroit Pistons  | 22 | 0  | 14,9 | 36,4 | 0,0 | 80,9 | 2,2 | 0,7 | 0,3 | 0,1 | 5,7  |
| 2005     | Sacramento Kings | 5  | 0  | 8,0  | 37,5 | 0,0 | 77,8 | 1,2 | 0,6 | 0,2 | 0,4 | 5,2  |
| 2006     | Sacramento Kings | 3  | 0  | 3,7  | 40,0 | -   | 100  | 0,3 | 0,0 | 0,0 | 0,0 | 2,3  |
| Carriera | Carriera         | 66 | 10 | 16,7 | 43,6 | 0,0 | 78,1 | 2,6 | 0,8 | 0,3 | 0,2 | 7,5  |

## Palmarès

### Giocatore
- McDonald's All-American Game (1992)
- Campione NCAA (1994)
- NCAA Final Four Most Outstanding Player (1994)
- 2 volte NCAA AP All-America Second Team (1994, 1995)
- Campionato NBA: 1

Detroit Pistons: 2004
- NBA Sixth Man of the Year (2002)